# Kościół Świętych Apostołów Piotra i Pawła w Krakowie

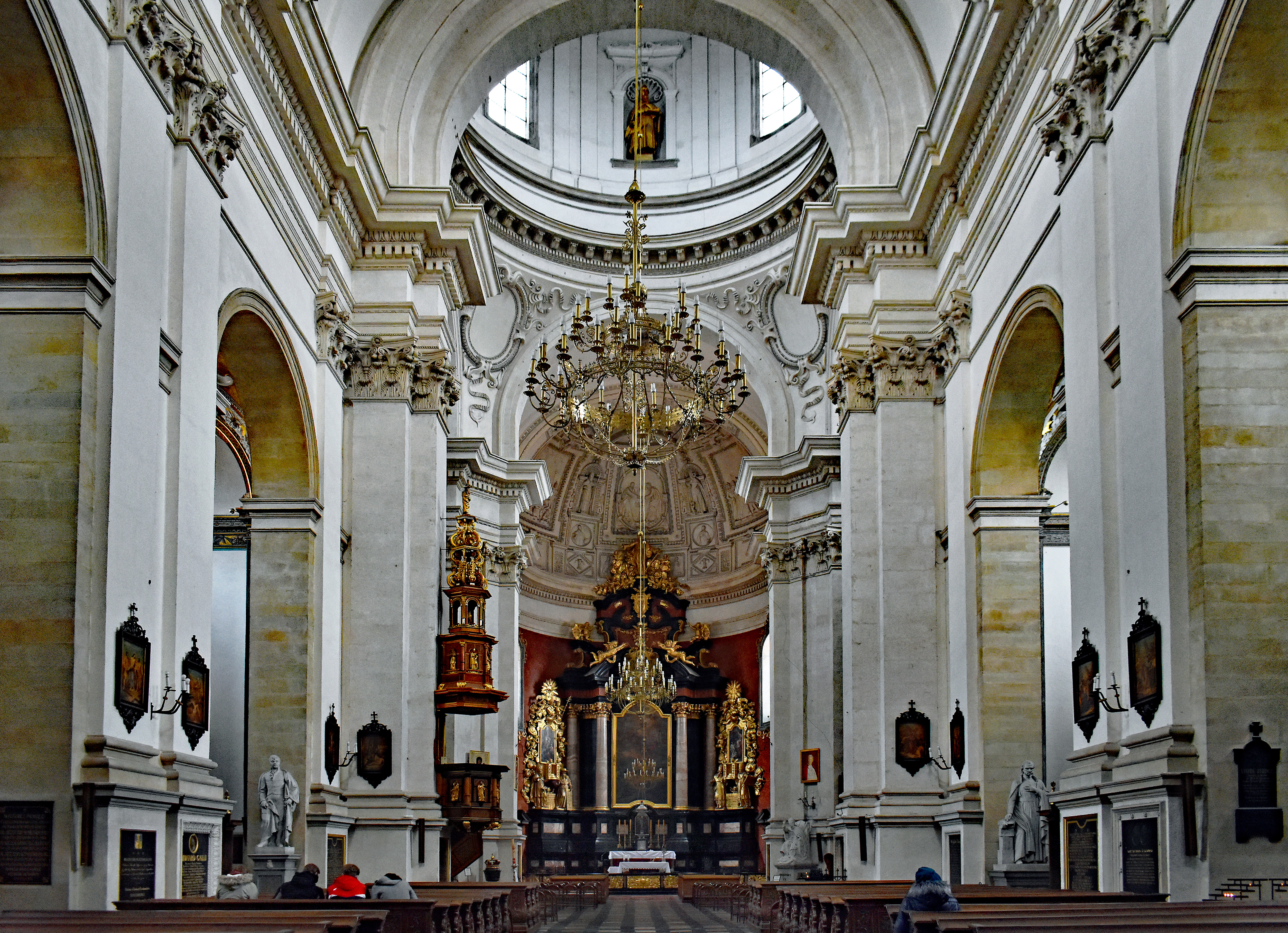
Wnętrze kościoła.

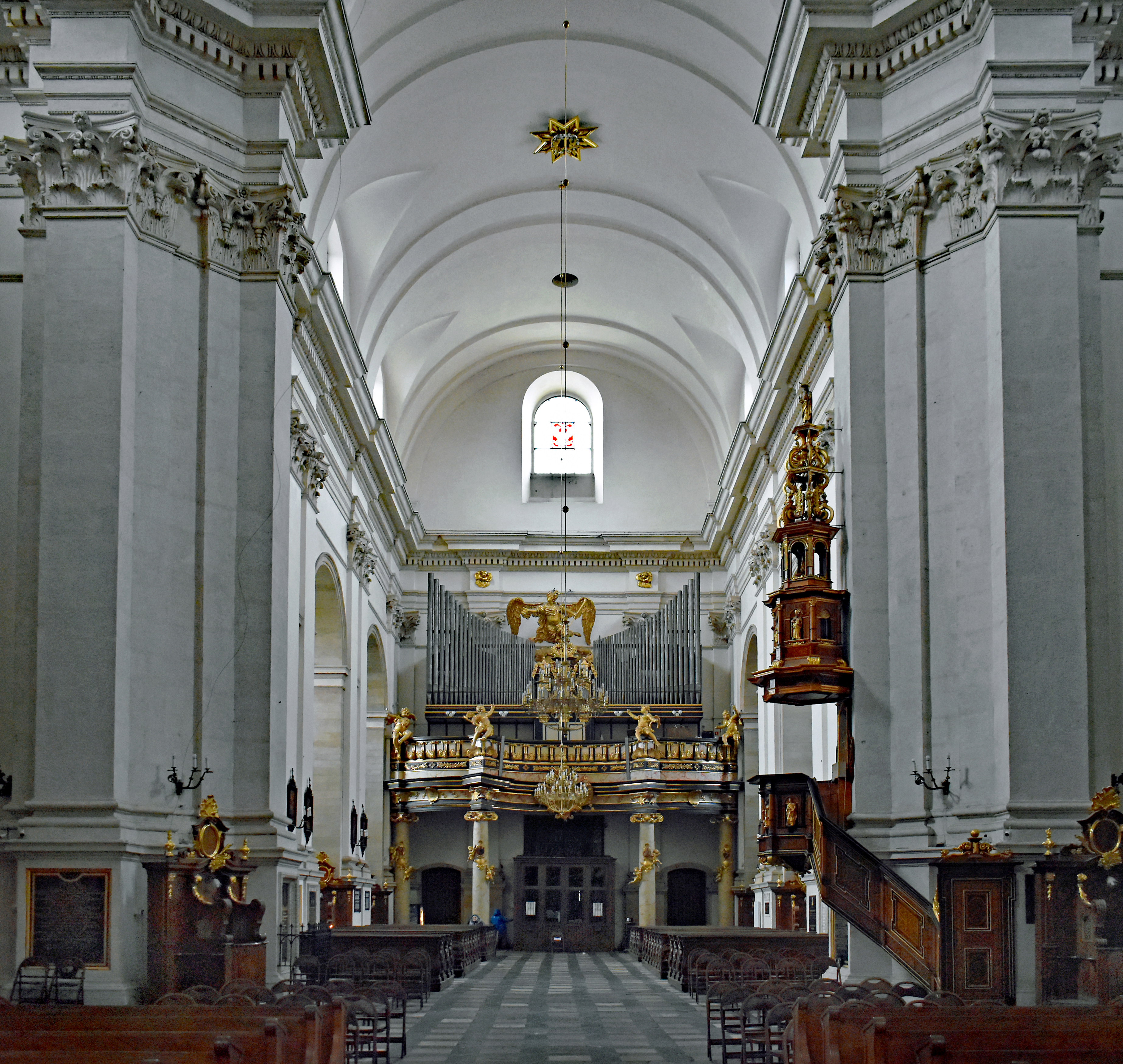
Chór, organy, ambona.

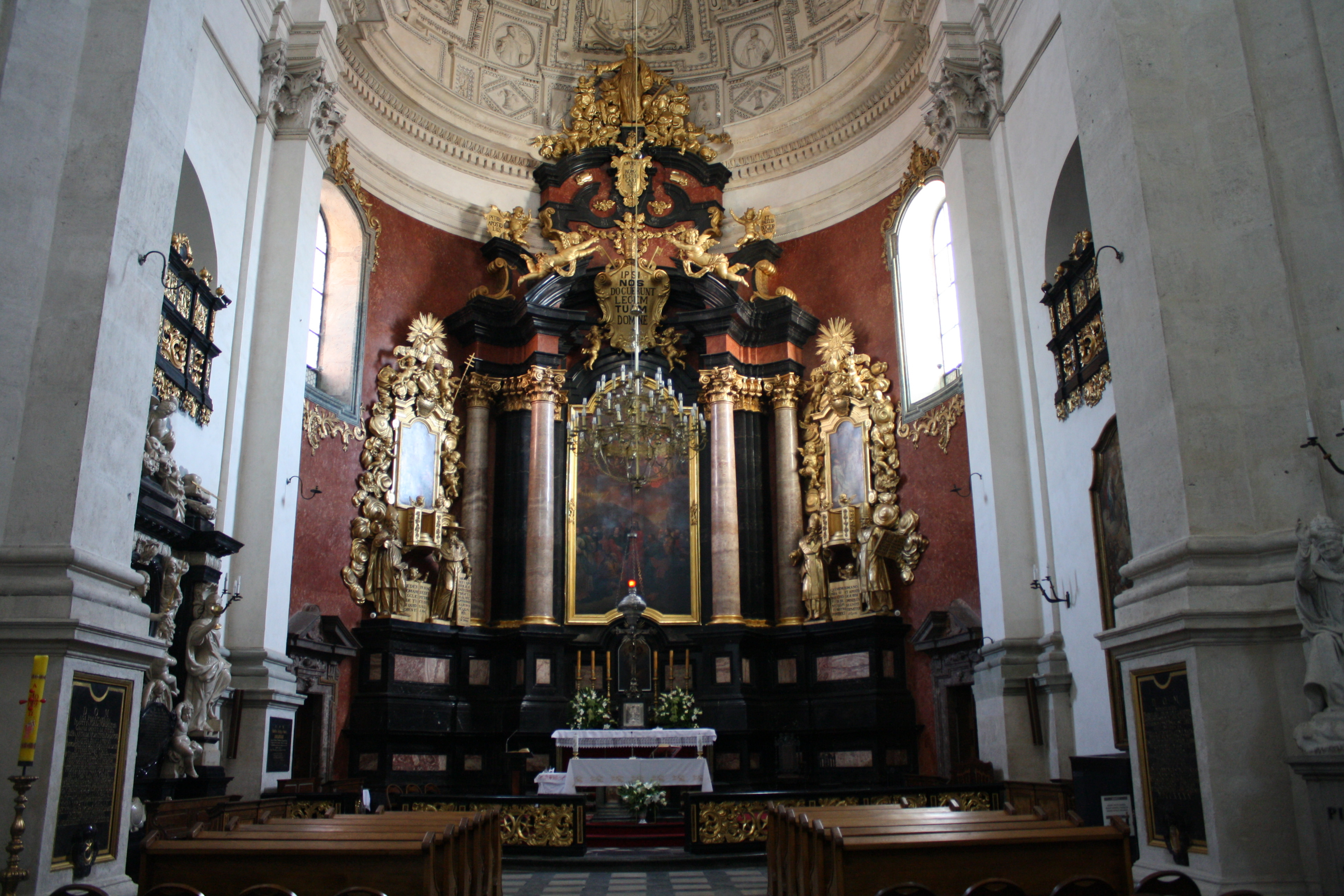
Ołtarz główny.

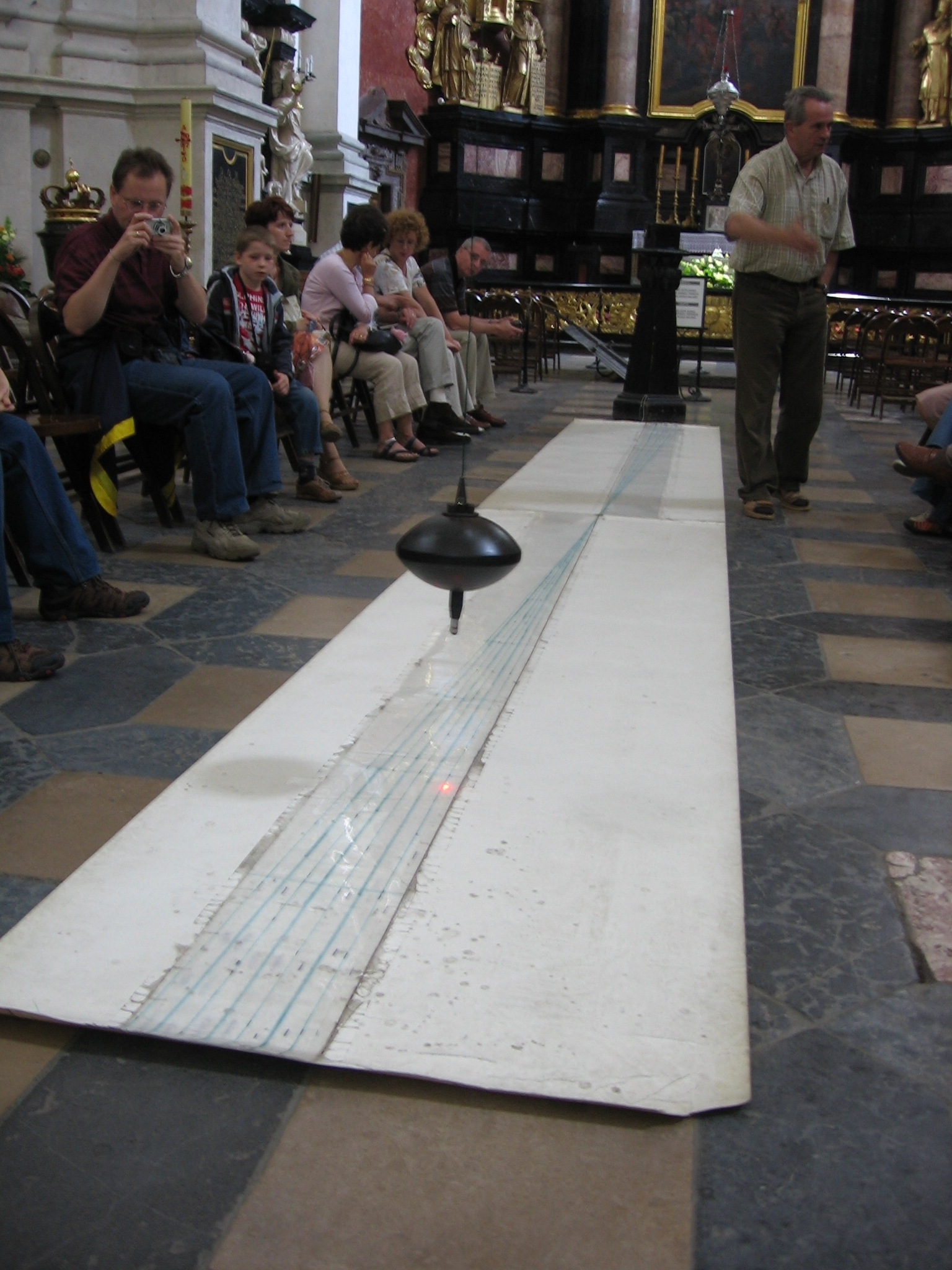
Pokaz wahadła Foucaulta.

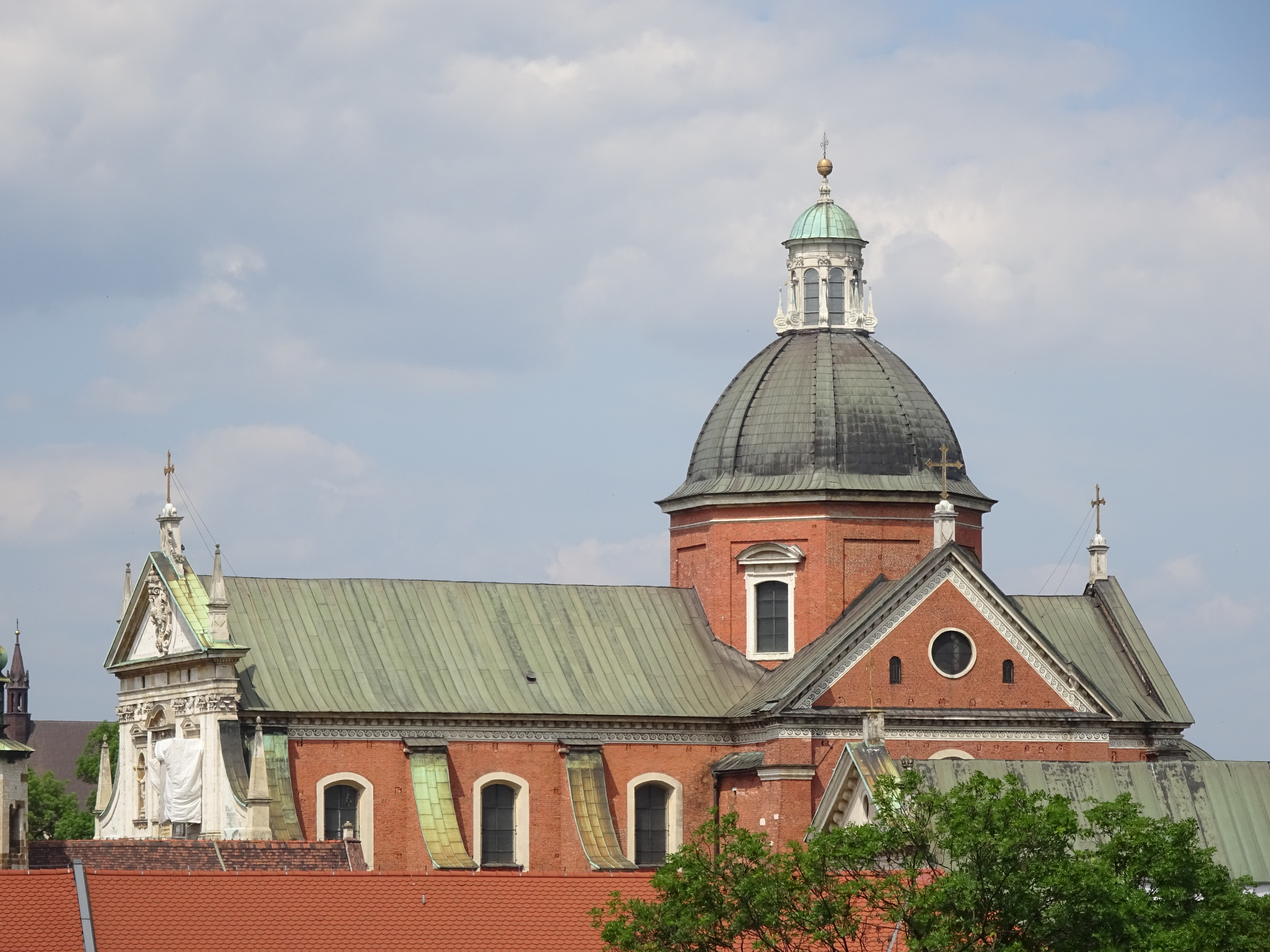
Bryła kościoła, widok z Wawelu.

Kościół Świętych Apostołów Piotra i Pawła – zabytkowy parafialny kościół rzymskokatolicki znajdujący się w Krakowie, w dzielnicy I Stare Miasto przy ulicy Grodzkiej 52a, na Starym Mieście. Od 1830 roku służy parafii Wszystkich Świętych.

## Historia
Jest to pierwsza budowla architektury barokowej w Krakowie. Ufundowana została dla jezuitów przez króla Zygmunta III Wazę. Plan kościoła wykonał prawdopodobnie Giovanni de Rosis, plan ten był realizowany od 1597 roku – najpierw przez Józefa Britiusa (Giuseppe Brizio), a następnie modyfikowany przez Giovanniego Marię Bernardoniego. Ostateczny kształt kościołowi nadał w latach 1610–1619 Giovanni Trevano, będący autorem projektów fasady, kopuły i wystroju wnętrza.
Uroczystej konsekracji kościoła dokonano 8 lipca 1635 roku. Po kasacie zakonu jezuitów w 1773 roku kościół i kolegium znalazły się w gestii Komisji Edukacji Narodowej, która przekazała te budowle uniwersytetowi krakowskiemu, a później, w roku 1786 oo. cystersom z Mogiły. W latach 1809–1815 świątynia funkcjonowała jako cerkiew prawosławna. Od 1830 roku służy parafii Wszystkich Świętych. Po restauracji kopuły w latach 1822–1825 prowadzonej z budżetu Wolnego Miasta Krakowa, przeniesiona została do kościoła parafia Wszystkich Świętych (uroczystość odbyła się 8 sierpnia 1830 r.). W roku 1899 rozpoczęta została kompleksowa konserwacja kościoła, którą prowadził architekt Zygmunt Hendel. Objęto nią: kopułę z latarnią (1899–1901, 1906–1907), fasadę (1901–1907), dachy (1900, 1902–1908), wnętrze kościoła (1907–1916), schody przy ogrodzeniu. Około roku 1890 posługę wikarego sprawował w nim św. Józef Bilczewski.

## Architektura
Kościół ma szeroki, jednonawowy korpus z nawami bocznymi o charakterze kaplic, transept z kopułą na skrzyżowaniu oraz prostokątne (krótkie) prezbiterium zamknięte półkolistą apsydą.

### Fasada
Dwukondygnacyjna fasada z dolomitu przypomina rzymski kościół Santa Susana Carla Maderny, ale są w niej też echa fasady głównego kościoła jezuickiego Il Gesù w Rzymie.
W niszach znajdują się posągi świętych jezuickich: św. Ignacego Loyoli, św. Franciszka Ksawerego, św. Alojzego Gonzagi oraz św. Stanisława Kostki dłuta Dawida Heela, a nad portalem głównym godło zakonu jezuitów; w górnej kondygnacji św. Zygmunt i św. Władysław. Fasadę wieńczy herb fundatora, króla Zygmunta III (wizerunek Orła ze Snopem na piersi).
Ogrodzenie placu z rzeźbami apostołów zostało zaprojektowane przez Kacpra Bażankę, a wykonane w roku 1722 przez Dawida Heela z wapienia pińczowskiego. Dziś, na miejscu XVIII-wiecznych, bardzo zniszczonych oryginałów, znajdują się ich współczesne kopie (także z wapienia pińczowskiego), wykonane przez Kazimierza Jęczmyka. Przyczyną tego stanu są kwaśne deszcze wymywające twarze rzeźb.

### Wnętrze
Stiukowa dekoracja, umieszczona głównie na sklepieniach, została wykonana przez kilka warsztatów sztukatorskich. W apsydzie prezbiterium znajdują się sceny z życia św. Piotra i św. Pawła oraz posągi patronów Polski – św. Wojciecha i św. Stanisława wykonane przez sztukatora Jana przed 1619 rokiem. Jego warsztat ozdobił również sklepienie kopuły. W nawach bocznych motywy zdobnicze stają się bardziej swobodne – pojawiają się tam postacie puttów wplecionych w ornamentalne kompozycje i kartusze dekorowane polichromiami. Dekoracje stiukowe kaplic wykonał m.in. warsztat Giovanniego Battisty Falconiego w latach 30. i 40. XVII wieku. Prace nad zdobieniem sklepienia ostatniej nieudekorowanej jeszcze kaplicy pw. św. Franciszka Borgiasza, prowadzone przez warsztat Kazimierza Kaliskiego, zakończono dopiero w 1698 roku.
Późnobarokowy ołtarz główny z roku 1735 z rzeźbami Antoniego Frączkiewicza zaprojektowany został prawdopodobnie przez Kacpra Bażankę. Obraz w ołtarzu – Wręczenie kluczy św. Piotrowi – namalował około 1820 roku Józef Brodowski (wzorując się na niezachowanym XVIII-wiecznym obrazie Szymona Czechowicza).

### Prezbiterium
Przy północnej ścianie prezbiterium znajduje się nagrobek biskupa Andrzeja Trzebickiego z końca XVII wieku ufundowany wujowi przez dziekana krakowskiego Kaspra Cieńskiego, a przy południowej – obraz przedstawiający Wszystkich Świętych pędzla Szymona Czechowicza z 1763 roku przeniesiony z dawnego kościoła Wszystkich Świętych.

### Nawa główna
- wczesnobarokowa ambona
- pomnik Kajetana Florkiewicza (autor: Franciszek Wyspiański, 1877)
- posąg Piotra Skargi (autor: Oskar Sosnowski, 1869) – przeniesiony z katedry na Wawelu na początku XX wieku.
- pomnik papieża Piusa IX (autorzy: Walery Gadomski i Michał Korpal, 1880)[10].
- chrzcielnica (1528) – przeniesiona z dawnego kościoła pw. Wszystkich Świętych

### Transept
Ramię północne:
- wczesnobarokowy ołtarz z obrazem przedstawiającym Matkę Boską i śś. Annę i Joachima;
- nagrobek Rohozińskich i Michałowskich z posągiem Ecce homo (autor: Marceli Guyski);

Ramię południowe:
- ołtarz św. Stanisława Kostki (z obrazem z I poł. XVII w. przedstawiającym świętego);
- pomnik rodziny Bartschów z 1827 roku;
- posąg Maurycego Poniatowskiego (autor: Wiktor Brodzki)
- statua Maurycego Drużbackiego (autor: Antoni Madeyski, 1912)
- epitafium rodziny Branickich (projektu Kacpra Bażanki, 1720–1727)

### Nawy boczne
Nawa boczna północna składa się z kaplic: Męki Pańskiej, Matki Boskiej Loretańskiej, św. Ignacego Loyoli.
Nawa boczna południowa składa się z kaplic: Wieczerzy Pańskiej, Michała Archanioła, Trójcy Świętej.
W kaplicy Wieczerzy Pańskiej znajduje się nagrobek Brzechffów (projekt: Kacper Bażanka, 1716)
Oświetlenie wnętrza zostało podporządkowane teatralizacji sprawowania liturgii w baroku: światło miało skupiać się na księdzu odprawiającym mszę świętą, a boczne filary wspierające kopułę miały stwarzać wrażenie kulis teatralnych.
W 1638 roku przy kościele Jezuici założyli największą w ówczesnej Polsce kapelę muzyczną. Śpiewało w niej od 80 do 100 osób.

### Krypty
W podziemiach kościoła pochowani są: ks. Piotr Skarga, biskup Andrzej Trzebicki oraz Witold Szeliga Bieliński.
Od stycznia 2010 r. trwają prace nad utworzeniem w podziemiach Panteonu Narodowego. Po jego utworzeniu w podziemiach zostali pochowani: Sławomir Mrożek (2013), Karol Olszewski (2018), Tadeusz Pieronek (2019), Adam Zagajewski (2021), Krzysztof Penderecki (2022).

## Wahadło Foucaulta
W kościele jest zawieszone najdłuższe w Polsce wahadło Foucaulta (46,5 m). Co czwartek odbywają się demonstracje, pozwalające zaobserwować (pośrednio) ruch obrotowy Ziemi wokół własnej osi.

## Pomniki w kościele

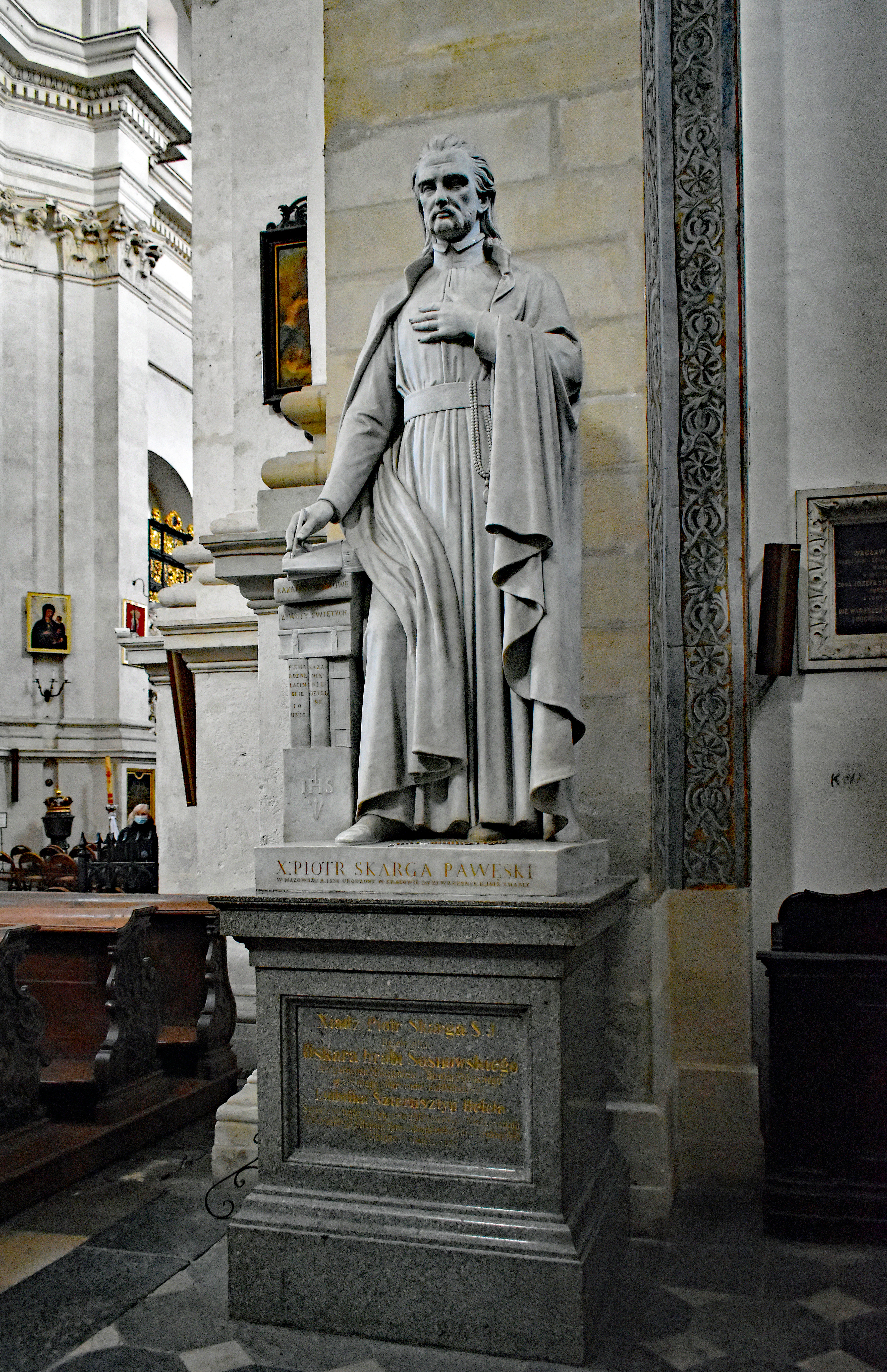
Piotr Skarga
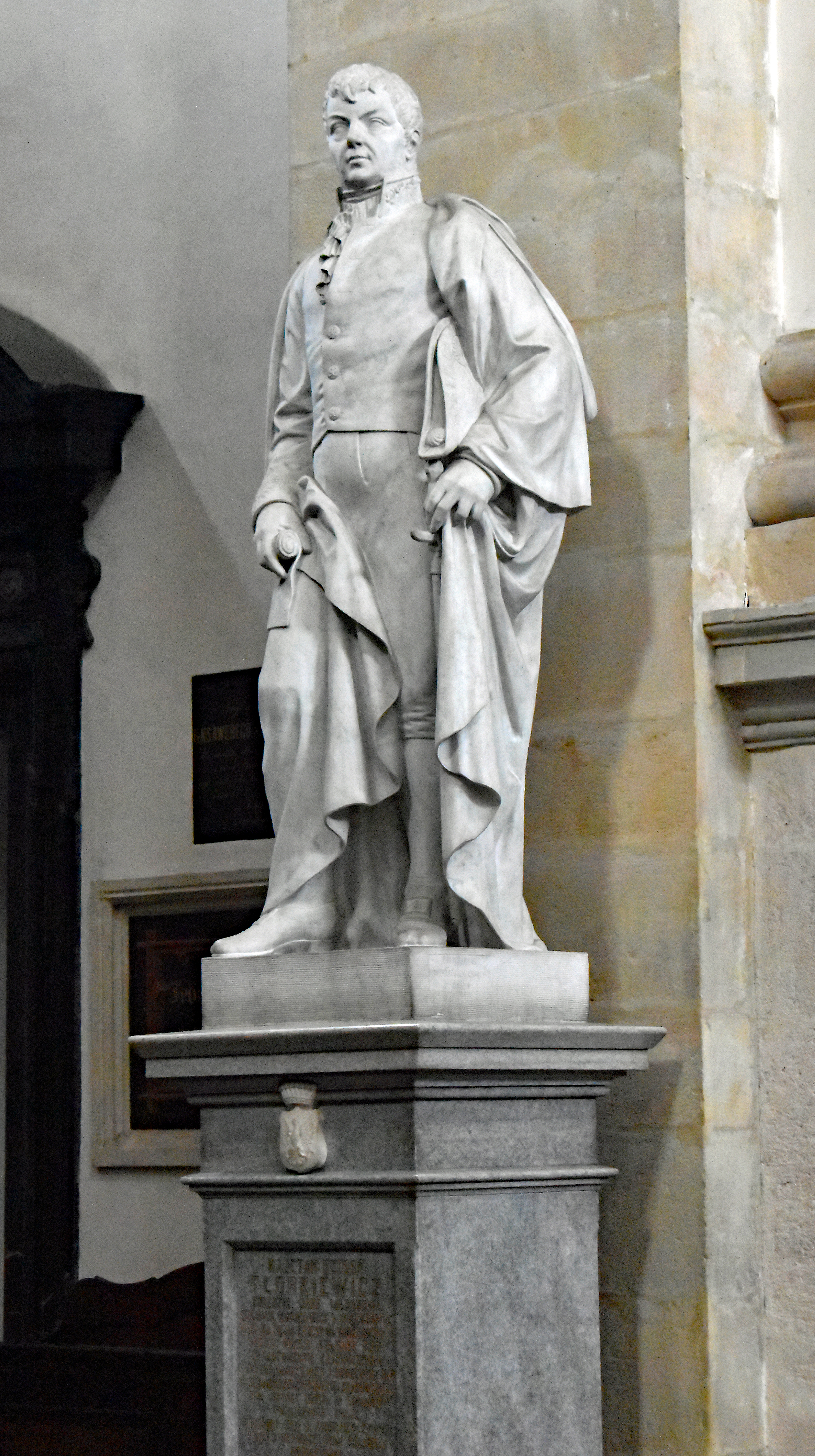
Kajetan Florkiewicz
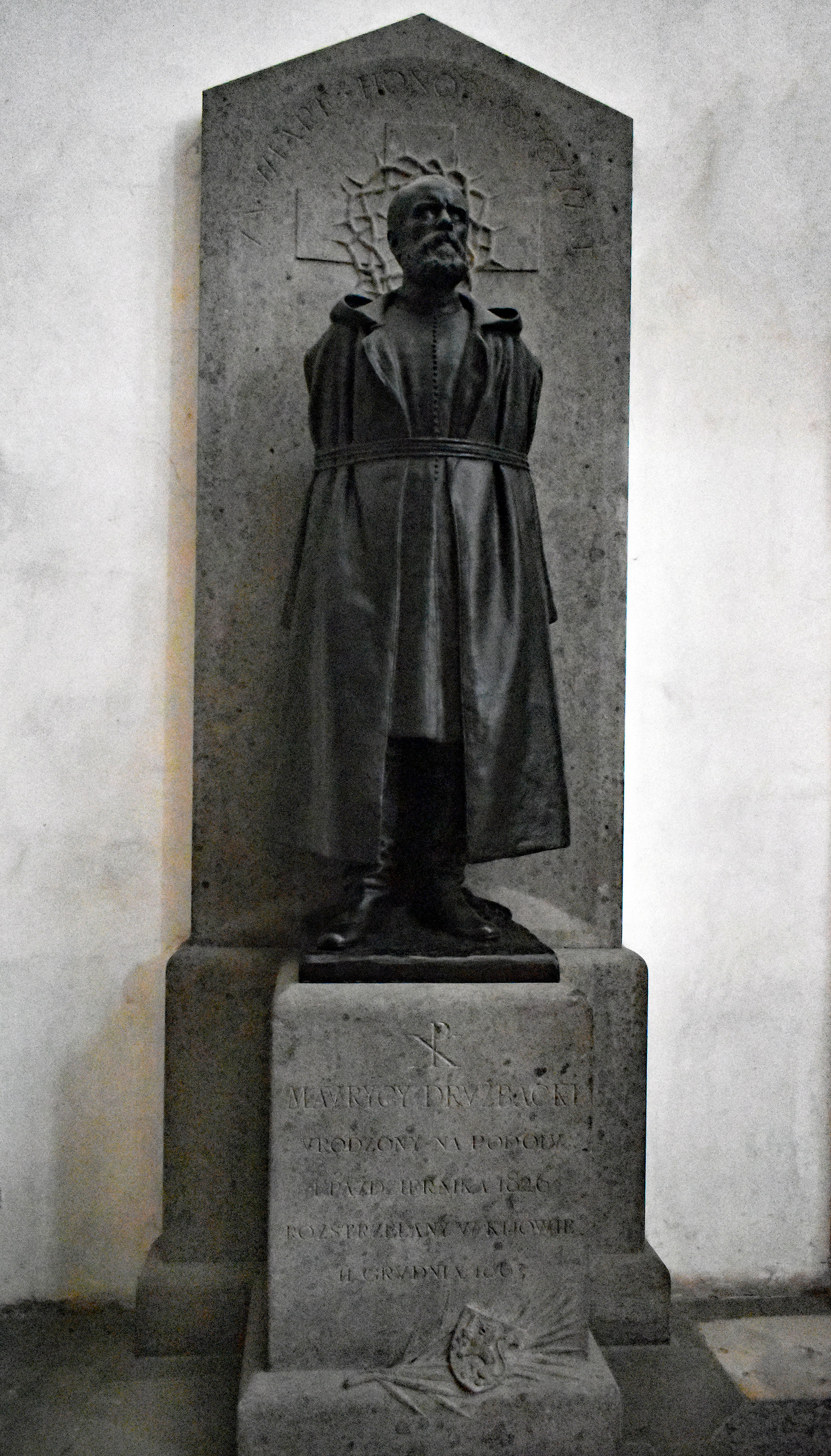
Maurycy Drużbacki